# Plebejus lurifuga
Plebejus lurifuga är en fjärilsart som beskrevs av Hans Fruhstorfer. Plebejus lurifuga ingår i släktet Plebejus och familjen juvelvingar. Inga underarter finns listade i Catalogue of Life.